# Nieuw Woelwijck
Nieuw Woelwijck is een buurtschap binnen het Nederlandse dorp Sappemeer, op de grens met Borgercompagnie. Het is vernoemd naar de vroegere veenborg Woelwijk.
Nieuw Woelwijck omvat onder andere een dorpsgemeenschap van verstandelijk gehandicapten, die ruim 400 bewoners heeft. Nieuw Woelwijck heeft eigen voorzieningen, zoals een dorpsplein met winkeltjes en een dorpshuis. Deze is aangelegd op het terrein van het vroegere Woelwijk, waarvan het schathuis werd afgebroken voor de aanleg van het complex. Nieuw Woelwijck bestaat uit de wijken Overwater en Stadtwijk, die op hun beurt weer bestaan uit verschillende wooneenheden.

## Geschiedenis
In de provincie Groningen was destijds een inrichting voor verstandelijk gehandicapten en psychiatrisch patiënten onder één dak: in psychiatrisch ziekenhuis Groot Bronswijk in Wagenborgen, vlak bij Delfzijl. In de jaren 1970 ontstond vanuit de Vereniging Tot Christelijke Liefdadigheid (die ook Groot Bronswijk bestuurde) het plan dat er een aparte inrichting moest komen voor de verstandelijk gehandicapten en deze ontstond in 1977 onder de naam Nieuw Woelwijck.
In augustus 2008 kwam Nieuw Woelwijck negatief in het nieuws nadat zo'n 100 bewoners besmet waren geraakt met de Salmonella-bacterie. Uiteindelijk belandde slechts een persoon ziek, maar deze herstelde uiteindelijk volledig.

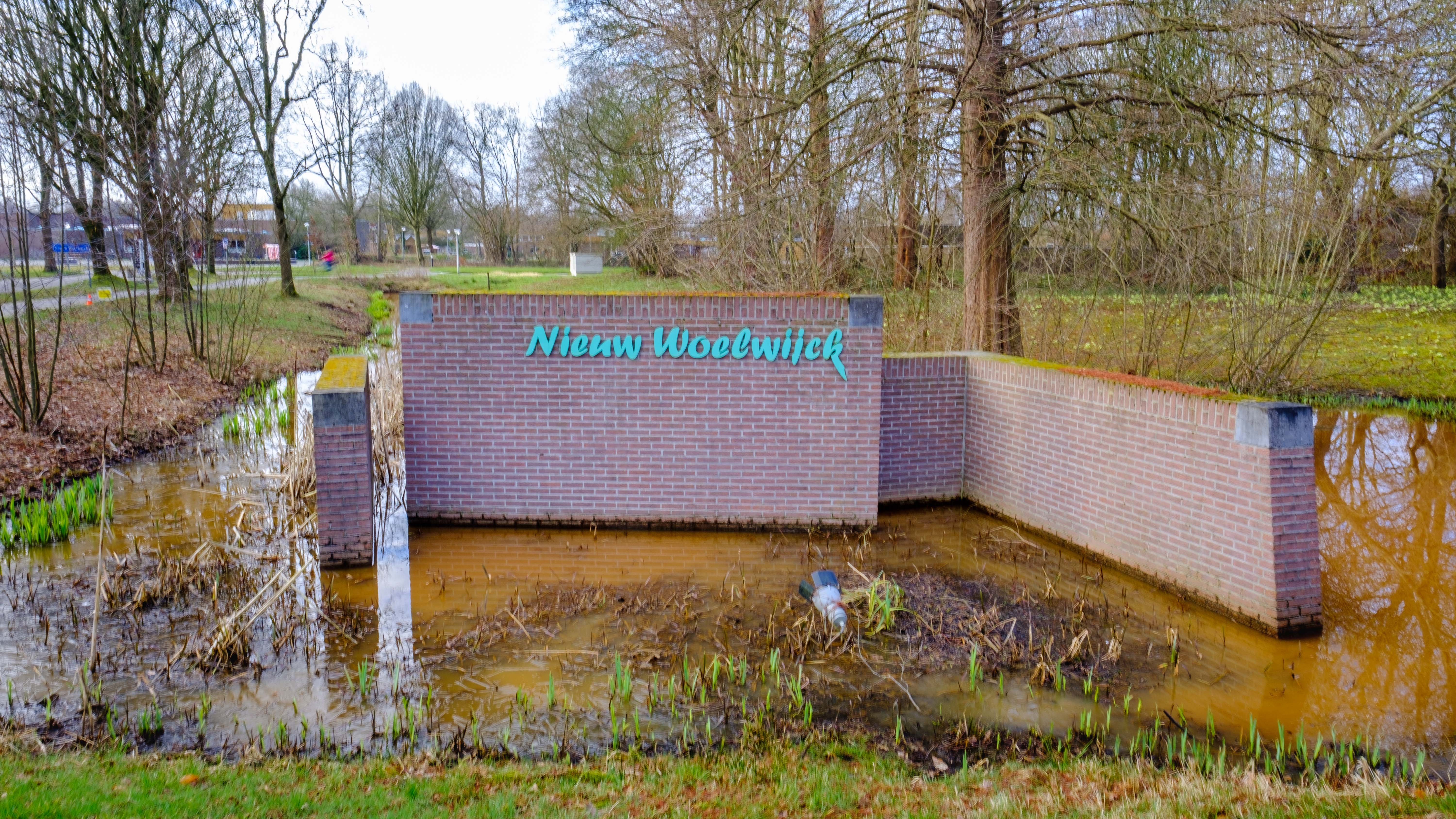
Toegang naar Nieuw Woelwijck